# Paractora antarctica
Paractora antarctica är en tvåvingeart som först beskrevs av Thomson 1869.  Paractora antarctica ingår i släktet Paractora och familjen Helcomyzidae. Inga underarter finns listade i Catalogue of Life.